# Geologia de Omã

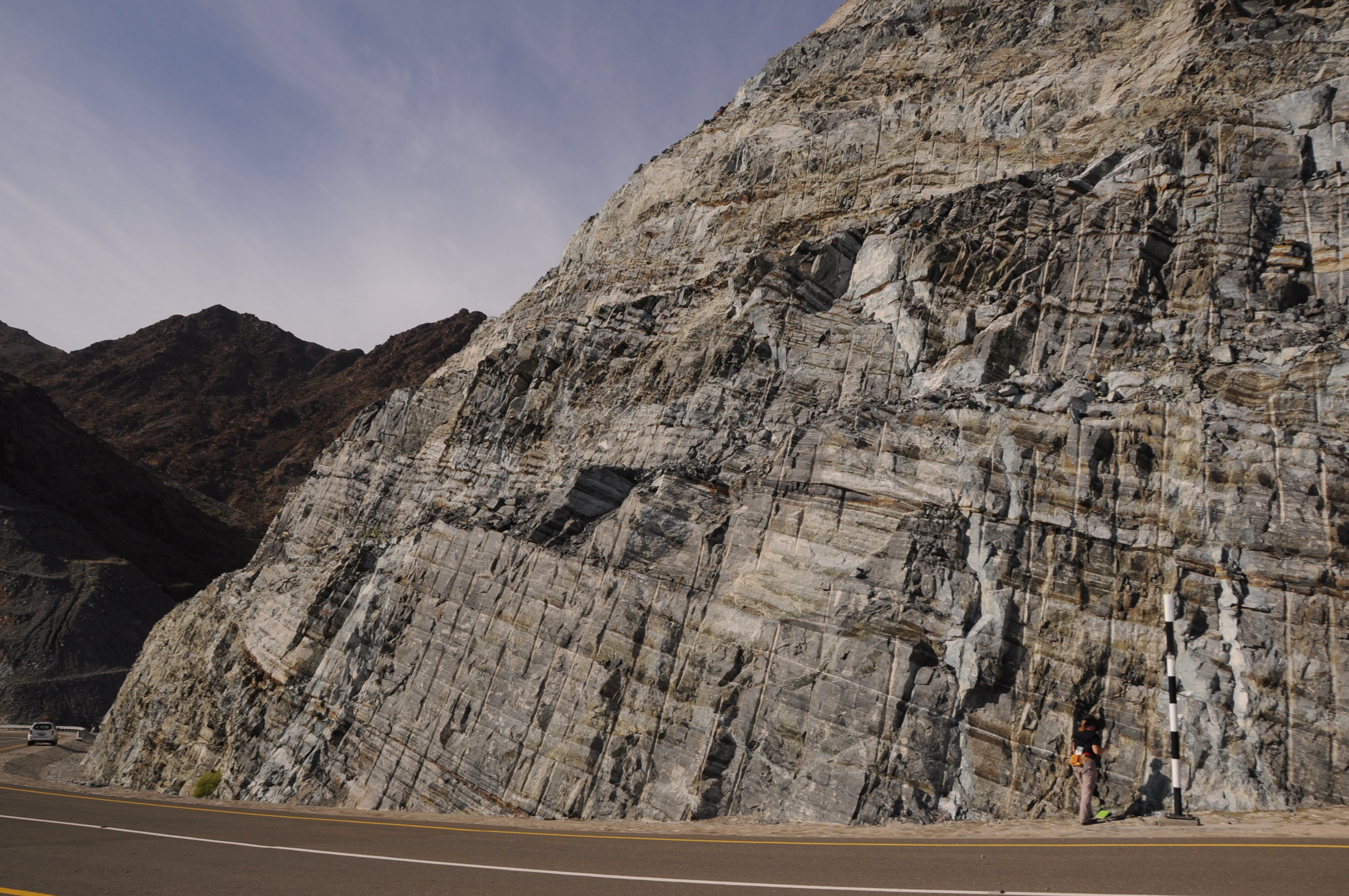
Gabro em camadas na região de Al Batinah

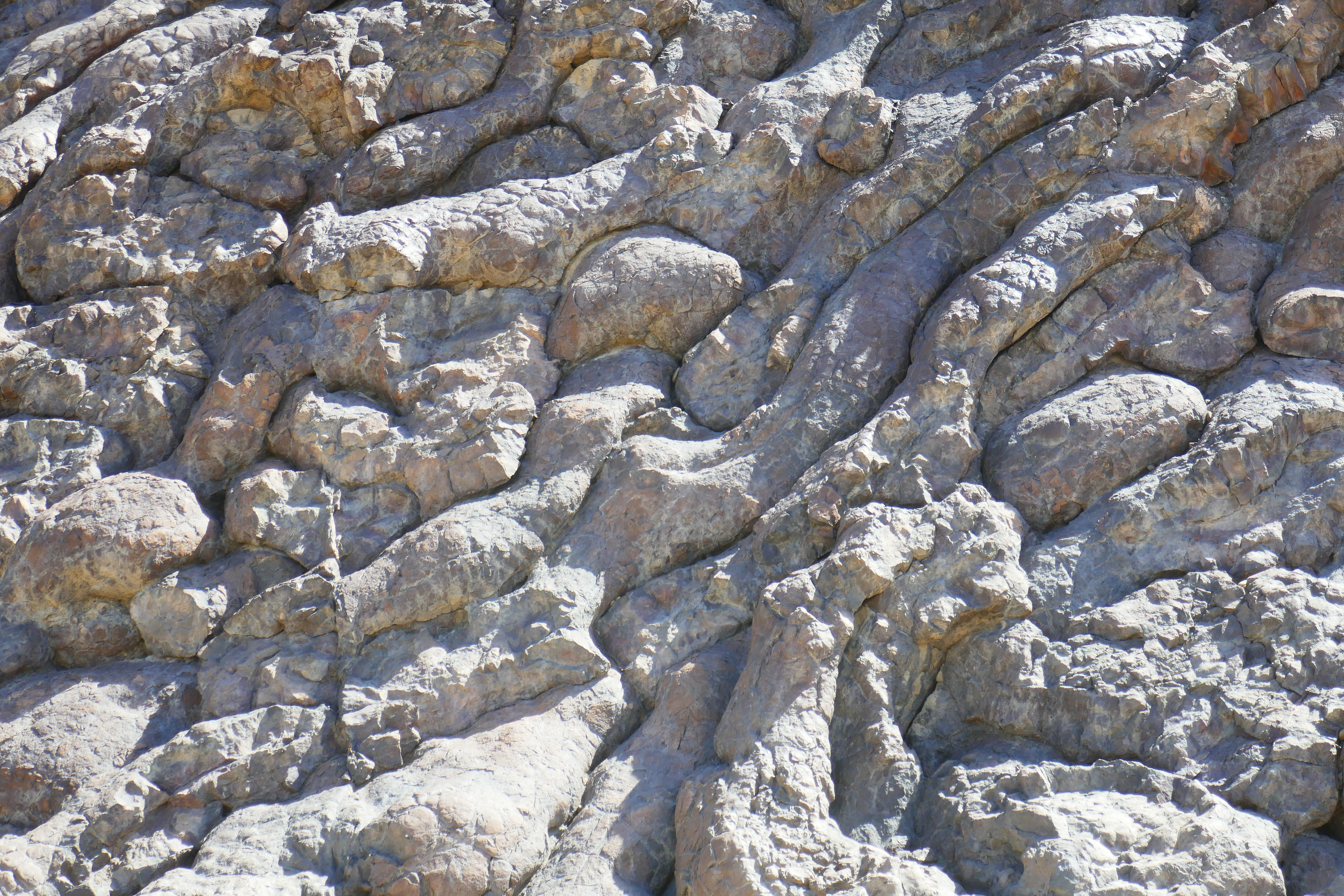
Lava em Wadi Jizzi

A geologia de Omã inclui paisagens variadas que são uma mistura de sua história geológica e seu clima nos últimos milhões de anos. Afloramentos rochosos nas montanhas Al Hajar, Huqf e Dhofar são um ponto de interesse para geólogos internacionais. O registro da rocha abrange cerca de 825 milhões de anos e inclui pelo menos três períodos em que o país esteve coberto por gelo.
Omã, localizado no canto sudeste da placa arábica, está sendo empurrado lentamente para o norte, à medida que o Mar Vermelho se alarga. As imponentes montanhas Hajar e os vales submersos de Musandam são lembranças dramáticas disso. De um modo geral, Omã é bastante quiescente tectonicamente. Musandan experimenta tremores ocasionais quando a Placa Arábica colide com a Placa Eurasiática .
Durante o período cretáceo, Omã estava localizado adjacente a uma zona de subducção e uma porção do manto superior, juntamente com rochas vulcânicas sobrejacentes do fundo do mar, foram lançadas sobre a crosta continental . Esta sequência obduzida de rochas ultramáficas a máficas é o complexo Semail Ophiolite . O ofiolito é localmente rico em jazidas de cobre e cromita .
As planícies interiores de Omã são de rochas sedimentares jovens, cascalhos de wadi, areias de dunas e salinas . Abaixo deles está uma pilha de vários quilômetros de espessura de rochas sedimentares mais antigas que abrigam os recursos de hidrocarbonetos do país. O sal antigo, que vem à tona em vários domos de sal, como Qarat Kibrit, desempenha um papel importante na formação de muitas dessas acumulações de petróleo e gás.
Omã tornou-se um destino importante para o geoturismo e um número crescente de visitantes é atraído pelos espetaculares afloramentos que o país tem a oferecer.